# 10-й разъезд
10-й разъе́зд — посёлок в Мариинском районе Кемеровской области. Входит в состав Первомайского сельского поселения.

## География
Центральная часть населённого пункта расположена на высоте 126 метров над уровнем моря.

## Население
По данным Всероссийской переписи населения 2010 года, в посёлке 10-й разъезд проживает 10 человек (3 мужчины, 7 женщин).